# Donzela de Iucatã
A donzela de Iucatã (conhecida no México como jaqueta miel) (Stegastes diencaeus), é uma espécie de donzela nativa de recifes de corais do Atlântico Ocidental. Os adultos se assemelham um pouco com as donzelas cacau (Stegastes variabilis).

## Descrição

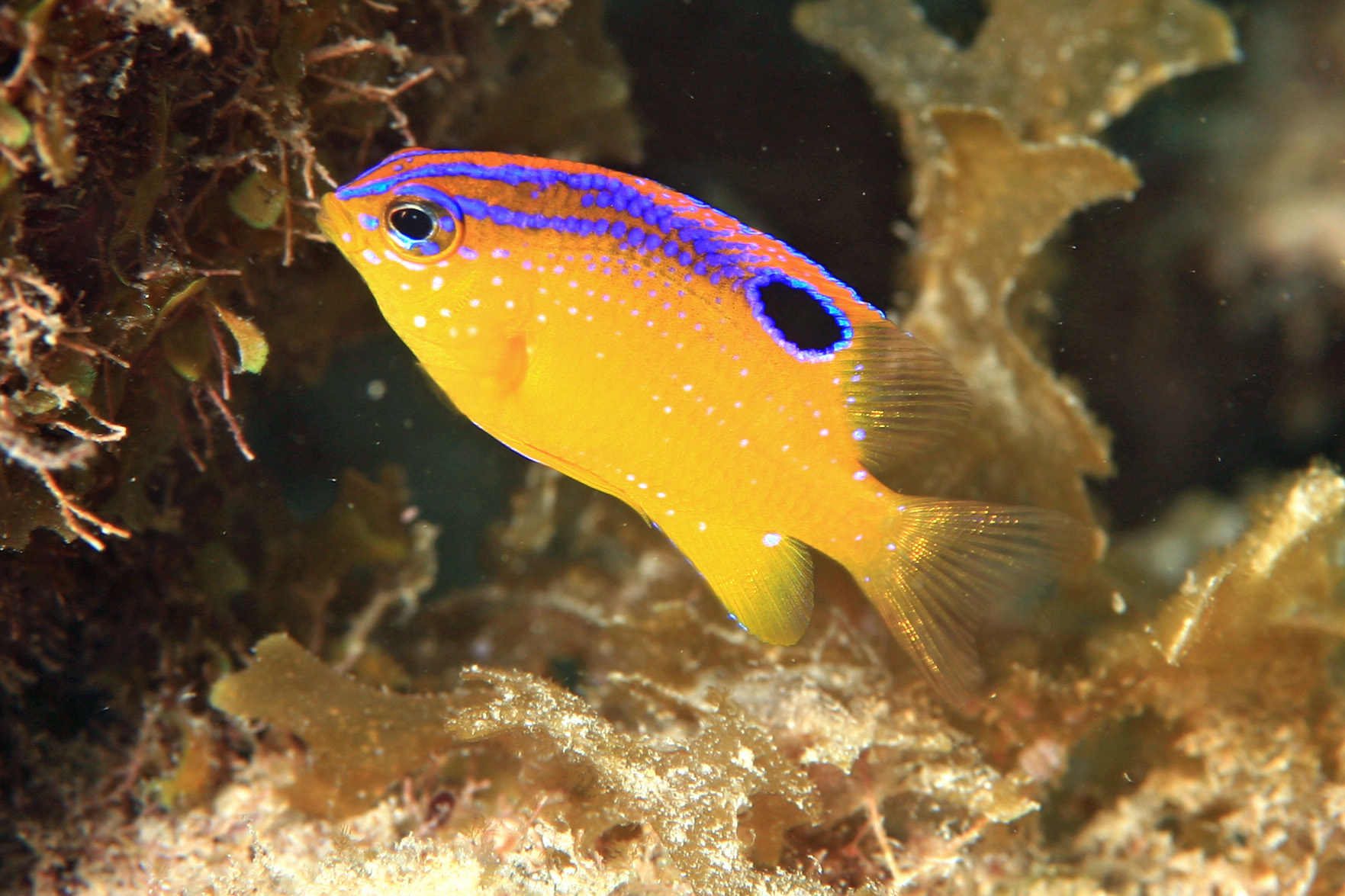
Exemplar jovem

Um pequeno peixe costeiro de clima tropical, que pode crescer até 12,5 cm. Os adultos possuem uma coloração acinzentada clara ou escura. Os jovens possuem um amarelo chamativo, além de possuir um dorso azul brilhante e uma mancha preta na barbatana dorsal.

## Biologia e habitat
Vivem em recifes de corais costeiros, são territorialistas e costumam afugentar qualquer peixe que chega perto de seu território, há relatos de atacarem mergulhadores, mas não é uma espécie perigosa para os seres humanos. Em seu território, as donzelas cultivam algas, que são seu próprio alimento.
Pesquisadores descobriram na costa de Belize que a donzela de Iucatã domestica pequenos camarões da espécie Mysidium integrum. A interação é descrita como uma forma de domesticação com o camarão fornecendo nutrientes para as algas, no que se tornou uma relação simbiótica, já que a donzela fornece proteção para os camarões e os camarões ajudam na fertilização das algas.

## Distribuição
São nativos do Atlântico Ocidental, podendo ser encontrada em toda a Península de Iucatã até a Venezuela, incluindo o Mar do Caribe, Antilhas e sul da Flórida, USA.